# Yamabe-Problem
Das Yamabe-Problem bezeichnet eine mathematische Fragestellung aus der Differentialgeometrie des japanischen Mathematikers Hidehiko Yamabe über die Deformation der Metrik einer kompakten Riemannschen Mannigfaltigkeit.
Yamabe selbst veröffentlichte eine Lösung zu dem Problem mittels Methoden aus der Variationsrechnung und der Theorie der elliptischen partiellen Differentialgleichungen, allerdings entdeckte Neil Trudinger 1968 einen Fehler darin. Trudinger konnte jedoch zeigen, dass die Lösung von Yamabe unter einer zusätzlichen restriktiven Annahme gilt. 1976 zeigte Thierry Aubin eine Verallgemeinerung des Resultates von Trudinger und 1984 wurde das Problem schließlich durch Richard Schoen vollständig (im affirmativen Sinne) gelöst.

## Yamabe-Problem
Das Problem lautet wie folgt:
Sei {\displaystyle (M,g)} eine kompakte riemannsche Mannigfaltigkeit ohne Rand der Dimension {\displaystyle n\geq 3} und {\displaystyle S_{g}} seine Skalarkrümmung. Existiert eine positive Funktion {\displaystyle u\in C^{\infty }(M)}, so dass {\displaystyle f=ug} eine konstante Skalarkrümmung {\displaystyle S_{f}} hat?
Oder in anderen Worten, ob {\displaystyle g} konform äquivalent zu einem {\displaystyle f} mit konstanter Skalarkrümmung ist.

### Yamabe-Gleichung
Von Yamabe stammt folgendes Resultat. Sei {\displaystyle n} die Dimension von {\displaystyle M} und {\displaystyle f} eine zu {\displaystyle g} konform äquivalente Metrik, dann existiert eine Funktion {\displaystyle h\in C^{\infty }(M)}, so dass {\displaystyle f=e^{2h}g}. Sei {\displaystyle \Delta h} der Laplace-Beltrami-Operator angewendet auf {\displaystyle h} und {\displaystyle \nabla h} seine kovariante Ableitung, dann gilt für die Skalarenkrümmungen folgende Beziehung
{\displaystyle S_{f}=e^{-2h}(S_{g}+2(n-1)\Delta h-(n-1)(n-2)|\nabla h|^{2}).}
Mit der Substitution {\displaystyle e^{2h}=\varphi ^{p-2}} für eine positive Funktion {\displaystyle \varphi \in C^{\infty }(M)} und {\displaystyle p={\tfrac {2n}{n-2}}} erhält man die Yamabe-Gleichung
{\displaystyle 4{\frac {n-1}{n-2}}\Delta \varphi +S_{g}\varphi =S_{f}\varphi ^{p-1}}
welches ein nicht-lineares Eigenwertproblem
{\displaystyle T\varphi =S_{f}\varphi ^{p-1}.}
für den Operator {\displaystyle T=4{\tfrac {n-1}{n-2}}\Delta +S_{g}} ist. Wenn {\displaystyle \varphi } die Gleichung für eine Konstante {\displaystyle S_{f}:=\lambda } erfüllt, dann hat {\displaystyle f=\varphi ^{p-2}g} eine konstante Skalarkrümmung.

#### Yamabe-Invariante
Yamabe fand heraus, dass die Yamabe-Gleichung die Euler-Lagrange-Gleichung des Funktionals
{\displaystyle Q(f)={\frac {\int _{M}S_{f}\mathrm {d} V_{f}}{\left(\int _{M}\mathrm {d} V_{f}\right)^{2/p}}}}
ist, wobei {\displaystyle f} über die zu {\displaystyle g} konform äquivalenten Metriken variieren darf. Die Konstante
{\displaystyle \lambda (M):=\inf\{Q(f):f\;{\text{konform äquivalent}}\;g\}}
nennt man Yamabe-Invariante und ist eine Invariante der Konformal-Klasse von {\displaystyle (M,g)}. Die Konformal-Klasse von {\displaystyle g} ist {\displaystyle [g]=\{{\tilde {g}}:{\tilde {g}}\;{\text{konform äquivalent}}\;g\}}.